# Объединённые Арабские Государства
Объединённые Ара́бские Госуда́рства (араб. الدول العربية المتحدة‎) — конфедеративное государственное образование, формально образованное 8 марта 1958 года в составе Объединённой Арабской Республики (образована за 2 недели до этого Египтом и Сирией) и Йеменского Мутаваккилийского Королевства.

## Предпосылки создания конфедерации
Объединённые Арабские Государства были одной из многочисленных попыток создания единого арабского государства в рамках идеологии панарабизма, но впервые (и фактически единственный раз) данный союз сочетал установление конфедеративных отношений между уже созданным панарабским федеративным республиканским государством (ОАР) и отдельным арабским государством, причём с монархической формой государственного правления (ЙМК). 

## Создание конфедерации
Инициатором создания Объединённых Арабских Государств стал организатор ОАР египетский президент Гамаль Абдель Насер. Ещё до вступления Северного Йемена в свободную конфедерацию с ОАР Сана подписала договор об обороне с Каиром. Однако панарабские устремления Насера были не так успешны, конфедерация оказалась чересчур аморфной: Йемен до конца существования ОАГ оставался вполне самостоятельным и независимым государством, он сохранял членство в ООН и собственные дипломатические представительства в других странах мира, государственная символика Объединённых Арабских Государств не была разработана.

## Упразднение конфедерации
В итоге, после того, как в сентябре 1961 года ОАР распалась, когда Сирия покинула её, территория пока ещё существовавших Объединённых Арабских Государств формально включала в себя лишь Египет (официальное название ОАР за ним сохранялось) и Северный Йемен, а роспуск конфедерации был лишь делом короткого времени. Всего через 3 месяца после распада ОАР конфедерация была официально упразднена 26 декабря 1961 года. Пожалуй, единственный косвенный эффект, которого добился Насер с помощью создания Объединённых Арабских Государств, это свержение монархии в Йемене через 9 месяцев после распада конфедерации — 26 сентября 1962 года в результате революции в Северном Йемене была провозглашена Йеменская Арабская Республика, которая, не будучи в каких-либо конфедеративных отношениях с Египтом, установила более прочные связи с правительством Насера.